# Borszörcsök
Borszörcsök è un comune dell'Ungheria di 405 abitanti (dati 2001). È situato nella contea di Veszprém.